# Lavergne (Lot)
Pour les articles homonymes, voir Lavergne.
Lavergne est une commune française, située dans le département du Lot en région Occitanie.
Elle est également dans le causse de Gramat, le plus vaste et le plus sauvage des quatre causses du Quercy.
Exposée à un climat océanique altéré, elle est drainée par, le ruisseau de Bio, le ruisseau de Thégra et par divers autres petits cours d'eau. Incluse dans le bassin de la Dordogne, la commune possède un patrimoine naturel remarquable :  et trois zones naturelles d'intérêt écologique, faunistique et floristique.
Lavergne est une commune rurale qui compte 485 habitants en 2022, après avoir connu une forte hausse de la population depuis 1975. Elle fait partie de l'aire d'attraction de Gramat. Ses habitants sont appelés les Lavergnois ou  Lavergnoises.
Les habitants de Lavergne sont les Lavergnois et les Lavergnoises. Lavergne appartient à la communauté de communes du Pays de Padirac et au parc naturel régional des Causses du Quercy. Le village est jumelé avec la ville de La Vergne au Tennessee.

## Géographie
Commune située dans le Quercy en Limargue sur l'Alzou

### Communes limitrophes
Les communes limitrophes sont  Bio, Gramat, Mayrinhac-Lentour et Thégra.
|        | Thégra   |                   |
|        | Lavergne | Mayrinhac-Lentour |
| Gramat |          | Bio               |

### Climat
Pour des articles plus généraux, voir Climat de l'Occitanie et Climat du Lot.
En 2010, le climat de la commune est de type climat océanique altéré, selon une étude s'appuyant sur une série de données couvrant la période 1971-2000. En 2020, Météo-France publie une typologie des climats de la France métropolitaine dans laquelle la commune est dans une zone de transition entre le climat océanique altéré et le climat de montagne ou de marges de montagne et est dans la région climatique Ouest et nord-ouest du Massif Central, caractérisée par une pluviométrie annuelle de 900 à 1 500 mm, maximale en automne et en hiver.
Pour la période 1971-2000, la température annuelle moyenne est de 11,9 °C, avec une amplitude thermique annuelle de 15,5 °C. Le cumul annuel moyen de précipitations est de 1 075 mm, avec 11,4 jours de précipitations en janvier et 6,9 jours en juillet. Pour la période 1991-2020, la température moyenne annuelle observée sur la station météorologique la plus proche, située sur la commune de Lunegarde à 13 km à vol d'oiseau, est de 12,6 °C et le cumul annuel moyen de précipitations est de 828,1 mm,. Pour l'avenir, les paramètres climatiques de la commune estimés pour 2050 selon différents scénarios d’émission de gaz à effet de serre sont consultables sur un site dédié publié par Météo-France en novembre 2022.

### Milieux naturels et biodiversité

#### Espaces protégés
La protection réglementaire est le mode d’intervention le plus fort pour préserver des espaces naturels remarquables et leur biodiversité associée,.
La commune fait partie du parc naturel régional des Causses du Quercy, un espace protégé créé en 1999 et d'une superficie de 183 039 ha, qui s'étend sur 102 communes du département du Lot. La cohérence du territoire du Parc s’est fondée sur l’unité géologique d’un même socle de massif karstique, entaillé de profondes vallées. Le périmètre repose sur une unité de paysages autour de la pierre et du bâti (souvent en pierre sèche), de l’empreinte des pelouses sèches et du pastoralisme et de l’omniprésence des patrimoines naturels et culturels,. Ce parc a été classé Géoparc en mai 2017 sous la dénomination « géoparc des causses du Quercy », faisant dès lors partie du réseau mondial des Géoparcs, soutenu par l’UNESCO,.
La commune fait également partie de la zone de transition du bassin de la Dordogne, un territoire d'une superficie de 1 880 258 ha reconnu réserve de biosphère par l'UNESCO en juillet 2012,.

#### Zones naturelles d'intérêt écologique, faunistique et floristique

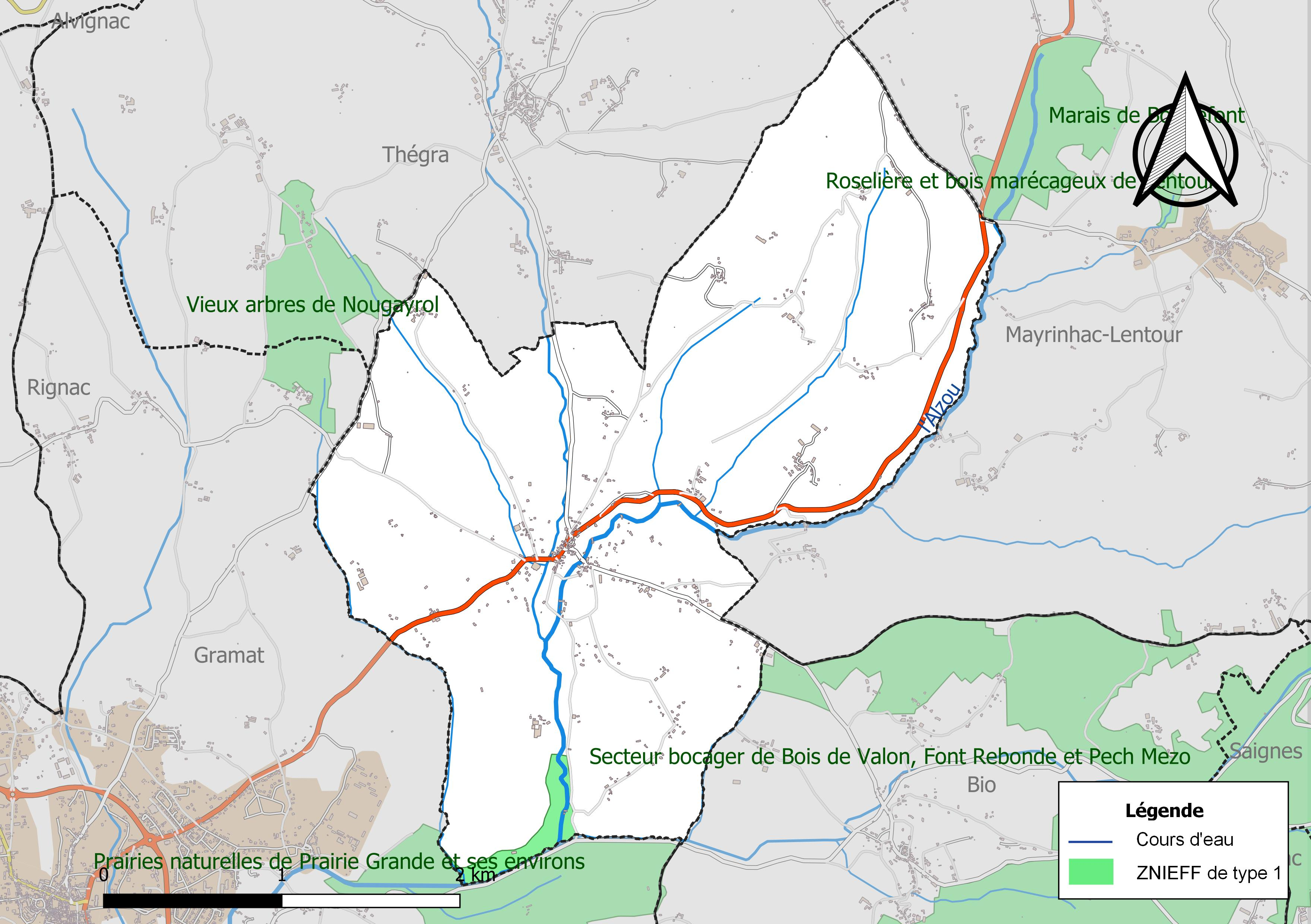
Carte des ZNIEFF de type 1 localisées sur la commune.

L’inventaire des zones naturelles d'intérêt écologique, faunistique et floristique (ZNIEFF) a pour objectif de réaliser une couverture des zones les plus intéressantes sur le plan écologique, essentiellement dans la perspective d’améliorer la connaissance du patrimoine naturel national et de fournir aux différents décideurs un outil d’aide à la prise en compte de l’environnement dans l’aménagement du territoire.
Trois ZNIEFF de type 1 sont recensées sur la commune :
- le « marais de Bonnefont » (44 ha), couvrant 2 communes du département[18] ;
- les « prairies naturelles de prairie Grande et ses environs » (95 ha), couvrant 3 communes du département[19],
- le « Secteur bocager de bois de Valon, Font Rebonde et pech Mezo » (533 ha), couvrant 5 communes du département[20] ;

## Urbanisme

### Typologie
Au 1er janvier 2024, Lavergne est catégorisée commune rurale à habitat dispersé, selon la nouvelle grille communale de densité à sept niveaux définie par l'Insee en 2022.
Elle est située hors unité urbaine. Par ailleurs la commune fait partie de l'aire d'attraction de Gramat, dont elle est une commune de la couronne,. Cette aire, qui regroupe 18 communes, est catégorisée dans les aires de moins de 50 000 habitants,.

### Occupation des sols
L'occupation des sols de la commune, telle qu'elle ressort de la base de données européenne d’occupation biophysique des sols Corine Land Cover (CLC), est marquée par l'importance des territoires agricoles (89,9 % en 2018), une proportion identique à celle de 1990 (89,9 %). La répartition détaillée en 2018 est la suivante : 
prairies (58,7 %), zones agricoles hétérogènes (31,3 %), forêts (10,1 %). L'évolution de l’occupation des sols de la commune et de ses infrastructures peut être observée sur les différentes représentations cartographiques du territoire : la carte de Cassini (XVIIIe siècle), la carte d'état-major (1820-1866) et les cartes ou photos aériennes de l'IGN pour la période actuelle (1950 à aujourd'hui).

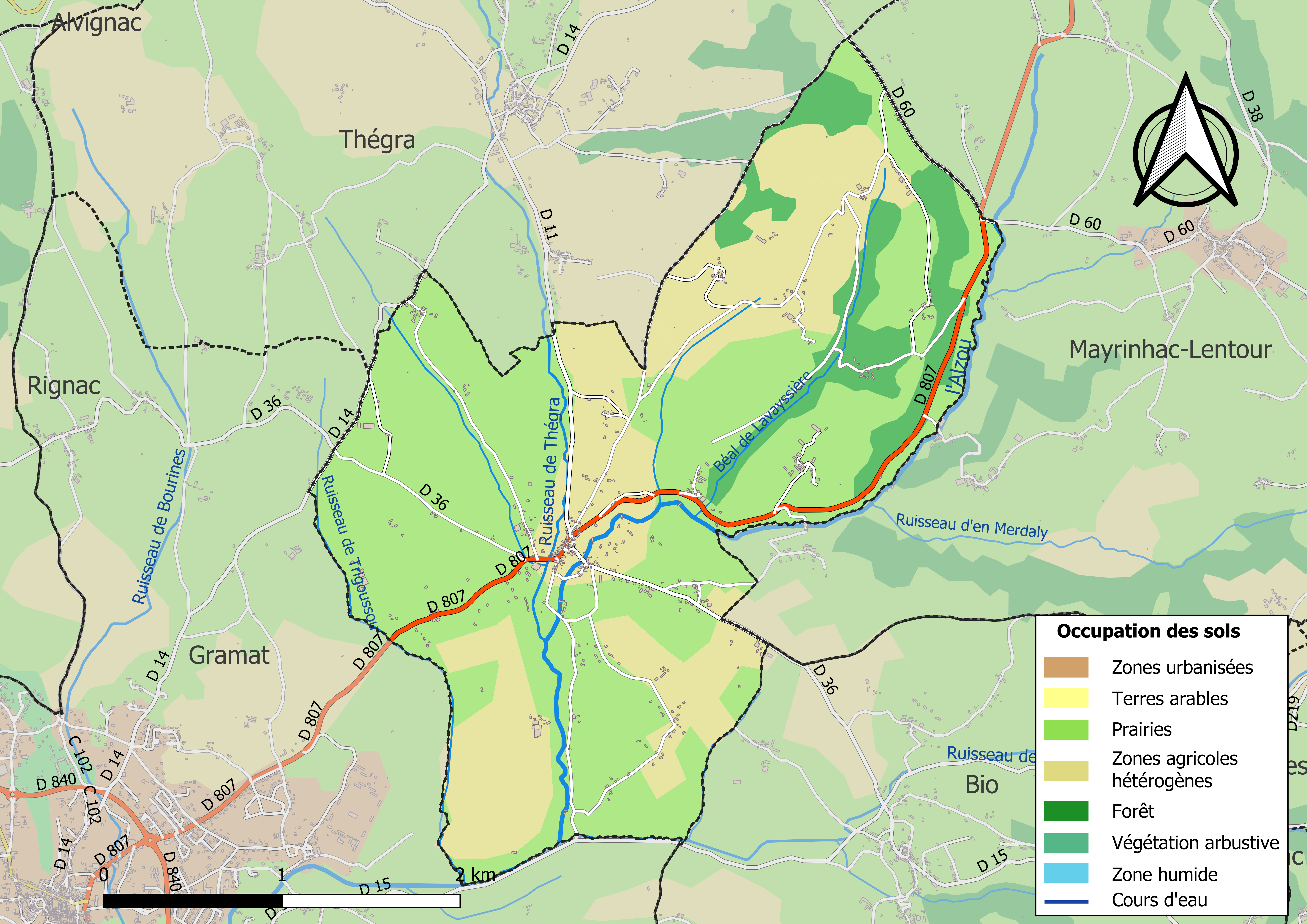
Carte des infrastructures et de l'occupation des sols de la commune en 2018 (CLC).

### Risques majeurs
Le territoire de la commune de Lavergne est vulnérable à différents aléas naturels : météorologiques (tempête, orage, neige, grand froid, canicule ou sécheresse), inondations, feux de forêts, mouvements de terrains et séisme (sismicité très faible). Un site publié par le BRGM permet d'évaluer simplement et rapidement les risques d'un bien localisé soit par son adresse soit par le numéro de sa parcelle.
Certaines parties du territoire communal sont susceptibles d’être affectées par le risque d’inondation par débordement de cours d'eau, notamment l'Alzou. La cartographie des zones inondables en ex-Midi-Pyrénées réalisée dans le cadre du XIe Contrat de plan État-région, visant à informer les citoyens et les décideurs sur le risque d’inondation, est accessible sur le site de la DREAL Occitanie. La commune a été reconnue en état de catastrophe naturelle au titre des dommages causés par les inondations et coulées de boue survenues en 1982, 1992, 1994, 1999 et 2001,.
Lavergne est exposée au risque de feu de forêt. Un plan départemental de protection des forêts contre les incendies a été approuvé par arrêté préfectoral le 30 novembre 2015 pour la période 2015-2025. Les propriétaires doivent ainsi couper les broussailles, les arbustes et les branches basses sur une profondeur de 50 mètres, aux abords des constructions, chantiers, travaux et installations de toute nature, situées à moins de 200 mètres de terrains en nature
de bois, forêts, plantations, reboisements, landes ou friches. Le brûlage des déchets issus de l’entretien des parcs et jardins des ménages et des collectivités est interdit. L’écobuage est également interdit, ainsi que les feux de type méchouis et barbecues, à l’exception de ceux prévus dans des installations fixes (non situées sous couvert d'arbres) constituant une dépendance d'habitation.

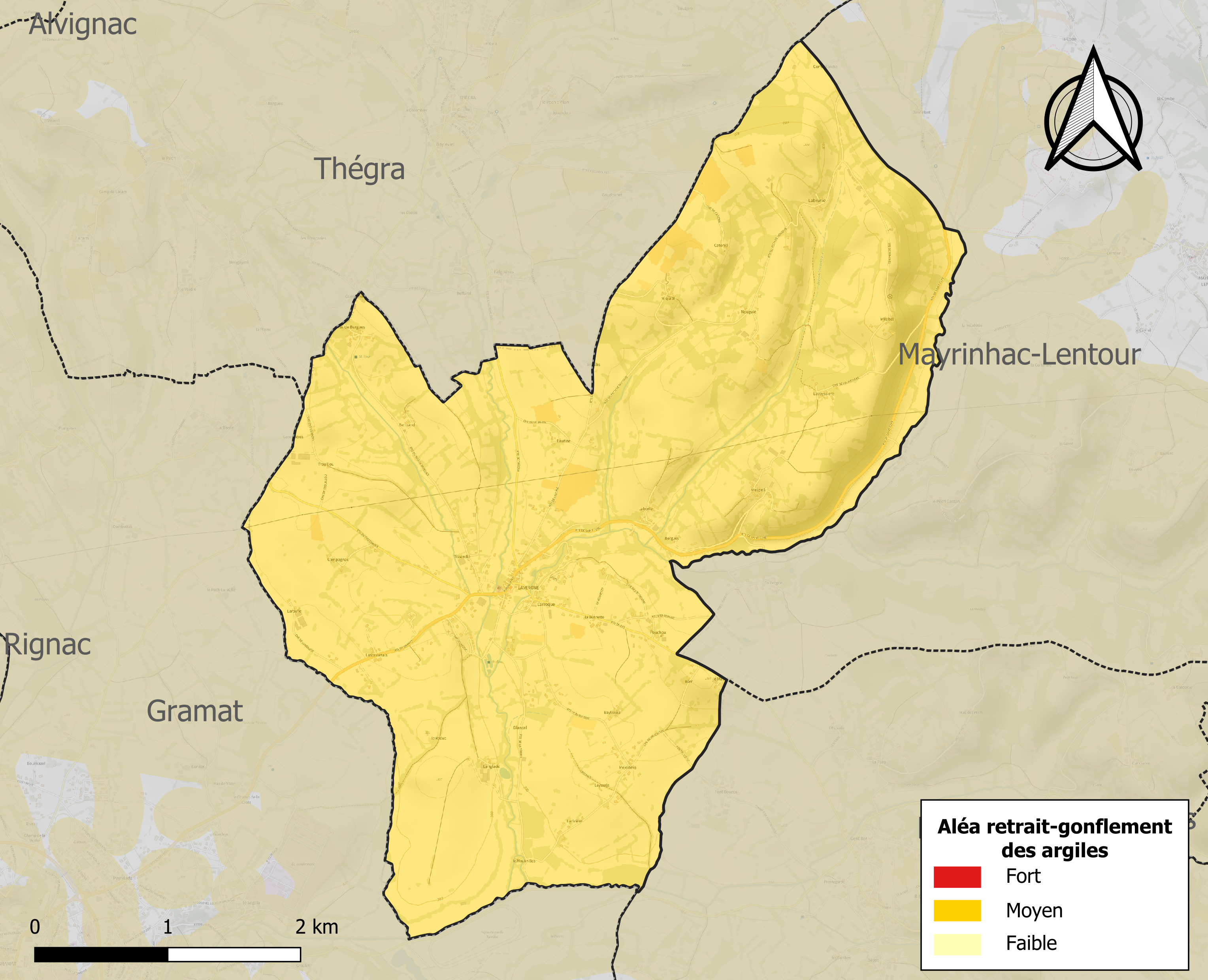
Carte des zones d'aléa retrait-gonflement des sols argileux de Lavergne.

Les mouvements de terrains susceptibles de se produire sur la commune sont des glissements de terrain.
Le retrait-gonflement des sols argileux est susceptible d'engendrer des dommages importants aux bâtiments en cas d’alternance de périodes de sécheresse et de pluie. La totalité de la commune est en aléa moyen ou fort (67,7 % au niveau départemental et 48,5 % au niveau national). Sur les 239 bâtiments dénombrés sur la commune en 2019, 239 sont en aléa moyen ou fort, soit 100 %, à comparer aux 72 % au niveau départemental et 54 % au niveau national. Une cartographie de l'exposition du territoire national au retrait gonflement des sols argileux est disponible sur le site du BRGM,.
Par ailleurs, afin de mieux appréhender le risque d’affaissement de terrain, l'inventaire national des cavités souterraines permet de localiser celles situées sur la commune.
Concernant les mouvements de terrains, la commune a été reconnue en état de catastrophe naturelle au titre des dommages causés par la sécheresse en 1989 et 2018 et par des mouvements de terrain en 1999.

## Toponymie
Le toponyme Lavergne (en occitan Lavèrnha) est basé sur le mot occitan lo vèrnhe issu du gaulois verno, qui désigne un arbre : l'aulne.

## Histoire
Lavergne a été séparé de la commune de Thégra en 1836.

## Politique et administration
| Période                                  | Période  | Identité        | Étiquette | Qualité            |
| ---------------------------------------- | -------- | --------------- | --------- | ------------------ |
| 1837                                     | 1844     | Blaise Vidal    |           |                    |
| 1844                                     | 1846     | M. Terrou       |           |                    |
| 1846                                     | 1848     | Blaise Vidal    |           |                    |
| 1848                                     | 1856     | M. Labouracie   |           |                    |
| 1856                                     | 1864     | Frédéric Barrat |           |                    |
| 1864                                     | 1870     | Blaise Vidal    |           |                    |
| 1870                                     | 1896     | Jean Terrou     |           |                    |
| 1896                                     | 1902     | Jean Montmeja   |           |                    |
| avant 1981                               | ?        | André Counord   | DVG       |                    |
| mars 2001                                | 2014     | Maxime Verdier  | PS        | Conseiller général |
| 2014                                     | En cours | Didier Bes      |           |                    |
| Les données manquantes sont à compléter. |          |                 |           |                    |

## Démographie
| 1793 | 1800 | 1836 | 1841 | 1846 | 1851 | 1856 | 1861 | 1866 |
| ---- | ---- | ---- | ---- | ---- | ---- | ---- | ---- | ---- |
| 707  | 635  | 662  | 710  | 703  | 705  | 594  | 598  | 606  |

| 1872 | 1876 | 1881 | 1886 | 1891 | 1896 | 1901 | 1906 | 1911 |
| ---- | ---- | ---- | ---- | ---- | ---- | ---- | ---- | ---- |
| 594  | 564  | 561  | 529  | 512  | 503  | 471  | 427  | 404  |

| 1921 | 1926 | 1931 | 1936 | 1946 | 1954 | 1962 | 1968 | 1975 |
| ---- | ---- | ---- | ---- | ---- | ---- | ---- | ---- | ---- |
| 356  | 365  | 330  | 292  | 307  | 279  | 294  | 297  | 279  |

| 1982 | 1990 | 1999 | 2005 | 2006 | 2010 | 2015 | 2020 | 2022 |
| ---- | ---- | ---- | ---- | ---- | ---- | ---- | ---- | ---- |
| 292  | 387  | 410  | 417  | 429  | 433  | 449  | 471  | 485  |

Au début du XXe siècle, Lavergne comptait 497 habitants.

## Économie

### Revenus
En 2018, la commune compte 192 ménages fiscaux, regroupant 433 personnes. La médiane du revenu disponible par unité de consommation est de 21 160 € (20 740 € dans le département).

### Emploi
|                | 2008  | 2013  | 2018  |
| -------------- | ----- | ----- | ----- |
| Commune        | 5,5 % | 9 %   | 8,2 % |
| Département    | 7,3 % | 8,9 % | 9,6 % |
| France entière | 8,3 % | 10 %  | 10 %  |

En 2018, la population âgée de 15 à 64 ans s'élève à 271 personnes, parmi lesquelles on compte 79,8 % d'actifs (71,6 % ayant un emploi et 8,2 % de chômeurs) et 20,2 % d'inactifs,. Depuis 2008, le taux de chômage communal (au sens du recensement) des 15-64 ans est inférieur à celui de la France et du département.
La commune fait partie de la couronne de l'aire d'attraction de Gramat, du fait qu'au moins 15 % des actifs travaillent dans le pôle,. Elle compte 61 emplois en 2018, contre 94 en 2013 et 106 en 2008. Le nombre d'actifs ayant un emploi résidant dans la commune est de 196, soit un indicateur de concentration d'emploi de 31,2 % et un taux d'activité parmi les 15 ans ou plus de 57,5 %.
Sur ces 196 actifs de 15 ans ou plus ayant un emploi, 41 travaillent dans la commune, soit 21 % des habitants. Pour se rendre au travail, 88,2 % des habitants utilisent un véhicule personnel ou de fonction à quatre roues, 2,5 % s'y rendent en deux-roues, à vélo ou à pied et 9,3 % n'ont pas besoin de transport (travail au domicile).

### Activités hors agriculture
26 établissements sont implantés  à Lavergne au 31 décembre 2019.
Le secteur des activités spécialisées, scientifiques et techniques et des activités de services administratifs et de soutien est prépondérant sur la commune puisqu'il représente 23,1 % du nombre total d'établissements de la commune (6 sur les 26 entreprises implantées  à Lavergne), contre 13,5 % au niveau départemental.

### Agriculture
La commune est dans la Limargue », une petite région agricole occupant une bande verticale à l'est du territoire du département du Lot. En 2020, l'orientation technico-économique de l'agriculture  sur la commune est l'élevage d'équidés et/ou d' autres herbivores.
|               | 1988 | 2000 | 2010 | 2020 |
| ------------- | ---- | ---- | ---- | ---- |
| Exploitations | 29   | 22   | 20   | 12   |
| SAU (ha)      | 645  | 624  | 574  | 493  |

Le nombre d'exploitations agricoles en activité et ayant leur siège dans la commune est passé de 29 lors du recensement agricole de 1988  à 22 en 2000 puis à 20 en 2010 et enfin à 12 en 2020, soit une baisse de 59 % en 32 ans. Le même mouvement est observé à l'échelle du département qui a perdu pendant cette période 60 % de ses exploitations,. La surface agricole utilisée sur la commune a également diminué, passant de 645 ha en 1988 à 493 ha en 2020. Parallèlement la surface agricole utilisée moyenne par exploitation a augmenté, passant de 22 à 41 ha.

## Culture locale et patrimoine
- L'église Saint-Blaise et son clocher-mur, inscrite monument historique par arrêté du 9 juin 1925[41].
- Le pigeonnier-porche, inscrit monument historique par arrêté du 20 juillet 1979[42].
- Le labyrinthe du minotaure.
- La fête votive (bals, concours de pétanques et de quilles) se déroule traditionnellement le 3e week-end d’août.
- Le moulin à farine de Vergnoulet (en fonctionnement).
- Le jeu de quilles de Lavergne. Lavergne est la dernière commune du Lot ou se pratique encore le jeu de quilles de neuf.

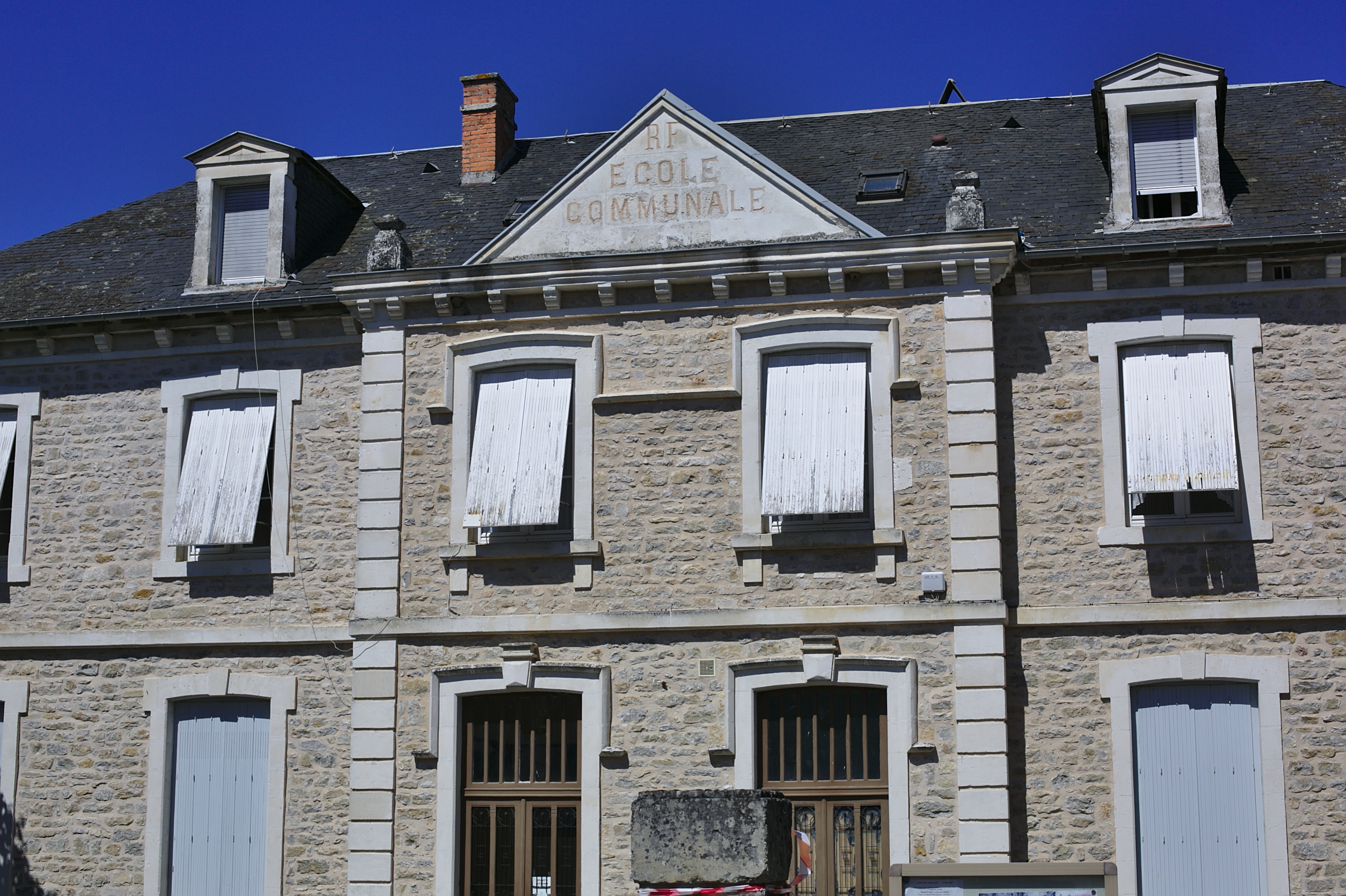
L'école communale.
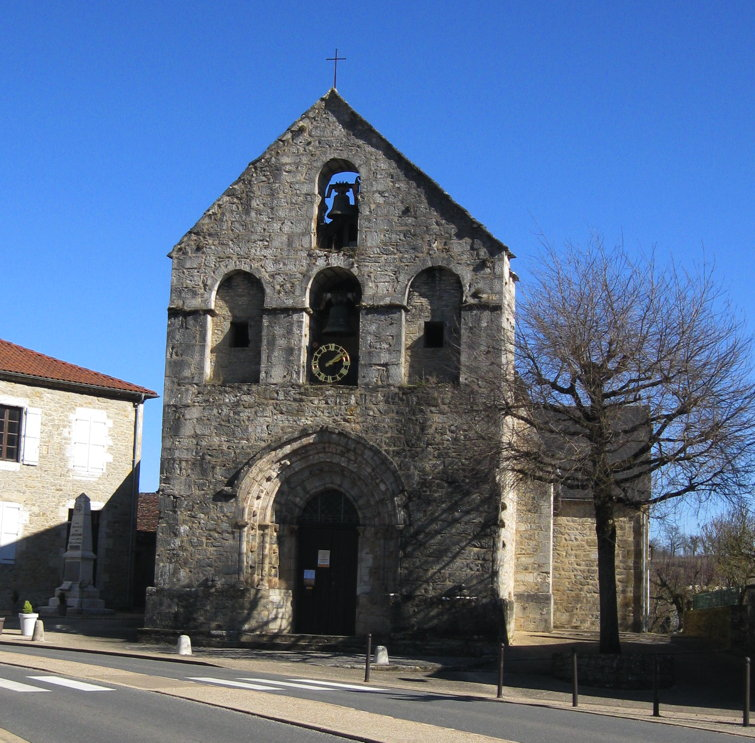
L'église Saint-Blaise.
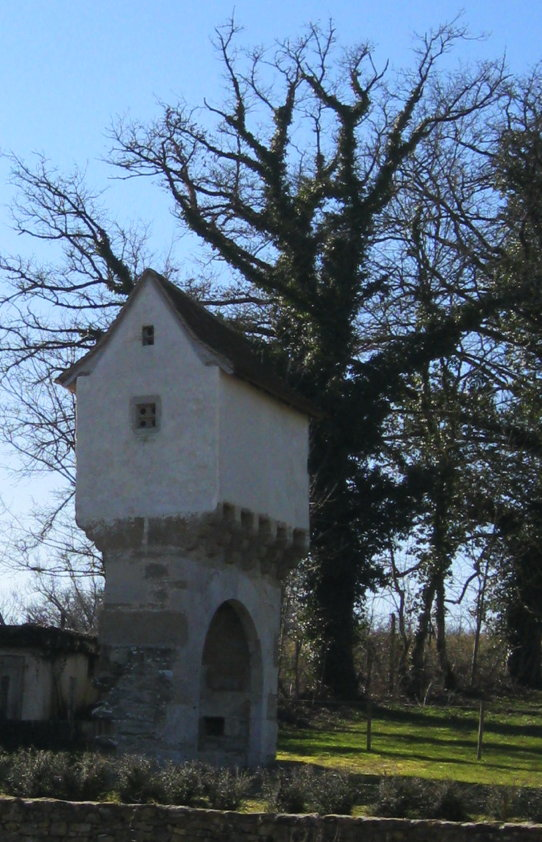
Le pigeonnier-porche.